# Gabriel Filipczak (polityk)
Gabriel Stanisław Filipczak (ur. 14 stycznia 1938 w Kołdrąbiu, zm. 5 marca 2006 w Barczewie) – polski mechanik i działacz partyjny, poseł na Sejm PRL VI kadencji.

## Życiorys
Uzyskał wykształcenie zasadnicze zawodowe. Był pracownikiem kombinatu państwowego gospodarstwa rolnego Zagaje. Należał do Związku Młodzieży Polskiej, w 1964 wstąpił do Polskiej Zjednoczonej Partii Robotniczej. Pełnił funkcje sekretarza oddziałowej organizacji partyjnej i II sekretarza podstawowej organizacji partyjnej w kombinacie. Od 1970 zasiadał w Komitecie Powiatowym PZPR w Braniewie, a rok później został członkiem Komitetu Wojewódzkiego partii w Olsztynie. W 1972 uzyskał mandat posła na Sejm PRL w okręgu Bartoszyce. Zasiadał w Komisji Zdrowia i Kultury Fizycznej.

## Odznaczenia
- Brązowy Krzyż Zasługi (1970)